# ماسیمو پلگرینی
ماسیمو پلگرینی (انگلیسی: Massimo Pellegrini؛ زادهٔ ۲ ژانویهٔ ۱۹۶۶) بازیکن فوتبال اهل ایتالیا است.
از باشگاه‌هایی که در آن بازی کرده‌است می‌توان به باشگاه فوتبال اینتر میلان، باشگاه فوتبال مودنا، باشگاه فوتبال آنکونا، باشگاه فوتبال ساسولو، باشگاه فوتبال کالیاری، باشگاه فوتبال مونتسا، باشگاه فوتبال امپولی، باشگاه فوتبال نووارا، و باشگاه فوتبال اسپال اشاره کرد.